# Giovanni Moglio
Giovanni Buzio, detto Moglio o Mollio (Montalcino, ... – Roma, 5 settembre 1553), è stato un religioso, insegnante e predicatore italiano.

## Biografia
Giovanni Buzio nacque a Montalcino, nella prima metà del '500. Poiché era figlio di genitori molto poveri, Giovanni entrò presto nell'Ordine francescano. Egli si fece notare, durante i sei anni di studi che condusse a Ferrara (dove si laureò nel 1526) ed in seguito ebbe grande successo come insegnante e predicatore nelle città di Brescia (dove frequentò i circoli erasminiani), Milano, Pavia e Bologna. Nella città emiliana, diffuse con successo le dottrine della Riforma protestante attraverso dei proseliti, entrando in conflitto con un professore di metafisica di nome Cornelio, verso il 1533. Fu per una prima volta incolpato di essere un eretico e convocato a Roma, intorno al 1540, dove riuscì a scagionarsi. Ritornato a Bologna non si attenne al divieto di predicare e dunque fu spostato al convento di S.Lorenzo a Napoli, dove i suoi sermoni sul tema della giustificazione per fede gli procacciarono le simpatie della comunità valdese. A causa dell'avversione del viceré don Pedro di Toledo e di un altro predicatore nemico di nome fra Teofilo, Moglio fu costretto a lasciare la città partenopea. Fu, poi, incarcerato a Faenza, dove compose un commentario sulla Genesi, e successivamente si stabilì a Ravenna. Nel 1552 fu nuovamente arrestato e condotto a Roma, dove fu messo di fronte all'Inquisizione Romana del cardinale Giovanni Pietro Carafa (futuro Paolo IV). Il processo si svolse nella chiesa di Santa Maria sopra Minerva, dove risiedevano i domenicani soprannominati "Domini Canes", ovvero i cani del Signore, per la loro rapidità contro gli eretici. Furono messi a processo ben 11 uomini, ma solo due vennero condannati a morte, tra cui Fra Giovanni Moglio (chiamato durante il processo "Montalcinus") da Montalcino, che venne considerato un abile predicatore eretico e dunque molto pericoloso. Giovanni venne prima impiccato e poi bruciato in Campo de' Fiori, il 5 settembre 1553. Poco prima di morire, a Moglio fu data la possibilità di parlare in pubblico, dove ribadì le proprie idee riguardo l'impossibilità di poter considerare quella cattolica l'unica vera Chiesa dato che tutte riconoscono Cristo come figlio di Dio, ed in più accusò profondamente i cardinali inquisitori.  È certo che fu il primo ad essere giudicato pubblicamente dalla neonata Inquisizione Romana, impiccato e poi arso sul rogo.

## Memoria
In ricordo di Fra Giovanni Moglio, gli è stata dedicata una via a Montalcino (Via Moglio), che è la strada principale del Quartiere Pianello. Si dice che questa fosse la strada che Moglio percorreva ogni mattina per andare da casa sua al convento dei francescani.